# Łobez (Grande-Pologne)
Pour les articles homonymes, voir Łobez (homonymie).
Łobez (prononciation : [ˈwɔbɛs]) est un village polonais de la gmina de Jaraczewo dans le powiat de Jarocin de la voïvodie de Grande-Pologne dans le centre-ouest de la Pologne.
Il se situe à environ 3 kilomètres à l'est de Jaraczewo (siège de la gmina), à 12 kilomètres à l'ouest de Jarocin (siège du powiat) et à 56 kilomètres au sud-est de Poznań (capitale régionale).
Le village possède une population approximative de 150 habitants.

## Histoire
De 1975 à 1998, le village faisait partie du territoire de la voïvodie de Kalisz.

Depuis 1999, Łobez est situé dans la voïvodie de Grande-Pologne.